# Grundsheim
Grundsheim är en kommun (tyska Gemeinde) i Alb-Donau-Kreis i förbundslandet Baden-Württemberg i Tyskland. Folkmängden uppgår till cirka 210 invånare, på en yta av 3,7 kvadratkilometer.
Kommunen ingår i kommunalförbundet Munderkingen tillsammans med staden Munderkingen och kommunerna Emeringen, Emerkingen, Hausen am Bussen, Lauterach, Obermarchtal, Oberstadion, Rechtenstein, Rottenacker, Untermarchtal, Unterstadion och Unterwachingen.

## Befolkningsutveckling
| Befolkningsutvecklingen i Grundsheim 1975–2015 | Befolkningsutvecklingen i Grundsheim 1975–2015 | Befolkningsutvecklingen i Grundsheim 1975–2015 | Befolkningsutvecklingen i Grundsheim 1975–2015 | Befolkningsutvecklingen i Grundsheim 1975–2015 |
| ---------------------------------------------- | ---------------------------------------------- | ---------------------------------------------- | ---------------------------------------------- | ---------------------------------------------- |
|                                                |                                                |                                                |                                                |                                                |
| År                                             |                                                |                                                | Folkmängd                                      | Areal (ha)                                     |
| 1975                                           | 1975                                           |                                                | 247                                            | 370                                            |
| 1980                                           | 1980                                           |                                                | 209                                            |                                                |
| 1985                                           | 1985                                           |                                                | 184                                            |                                                |
| 1990                                           | 1990                                           |                                                | 191                                            |                                                |
| 1995                                           | 1995                                           |                                                | 194                                            |                                                |
| 2000                                           | 2000                                           |                                                | 209                                            |                                                |
| 2005                                           | 2005                                           |                                                | 201                                            |                                                |
| 2010                                           | 2010                                           |                                                | 186                                            |                                                |
| 2015                                           | 2015                                           |                                                | 218                                            |                                                |
|                                                |                                                |                                                |                                                |                                                |